# Acalolepta tenuis
Acalolepta tenuis là một loài bọ cánh cứng trong họ Cerambycidae.